# Dominik Wendland
Dominik Wendland  (* 1991 im Nordschwarzwald) illustriert und zeichnet Comics.

## Leben
Dominik Wendland ist Kind einer Polin und eines deutschen Fernmeldetechnikers. Nach dem Studium der Illustration an der Hochschule für Grafik und Buchkunst in Leipzig und anschließendem Umzug nach München, zeichnet Dominik Wendland Comics und lehrt Visual Design an der Technischen Universität.
Die Debüt-Graphic-Novel Tüti war auf dem Comic-Salon Erlangen 2018 als bester deutscher Comic nominiert und erhielt darüber hinaus den Bayerischen Kunstförderpreis für Literatur. Das zweite Buch EGOn wurde auf der German Comic Con 2019 zur besten Science-Fiction gekürt.
Zudem erhielt Dominik Wendland 2023 den Förderpreis der internationalen Bodensee-Konferenz für Kulturschaffende für Anti-Depri-Tagebuch.
2018 gründete Dominik Wendland die Kunst & Zine-Werkstatt ArtZi.

## Veröffentlichungen
- Tüti. JaJa Verlag, Berlin 2017, ISBN 3-946642-29-2
- EGOn, JaJa Verlag, Berlin 2019, ISBN 3-946642-71-3
- Polle 2. Comicanthologie unter anderem mit einem Beitrag von Dominik Wendland. Rathje & Elbe,  Berlin 2019.
- Polle 4. Comicanthologie unter anderem mit einem Beitrag von Dominik Wendland. Rathje & Elbel, Berlin 2021.
- Reihenweise.: Veranstalten in der Freien Literaturszene. Hg. von Raphaela Bardutzky, Franziska Bergholtz, Mariann Bühler, Hartmut H. Hombrecher und Marisa Rohrbeck. Illustrationen von Dominik Wendland, edition mosaik, Salzburg, 2022
- Anti-Depri-Tagebuch. Jaja Verlag, Berlin 2022, ISBN 3-948904-45-6

## Auszeichnungen
- Lebensfensterpreis, 2014[5]
- Bayerischer Kunstförderpreis für Literatur 2018[6]
- Rudolph-Dirks-Award der German Comic Con für Beste Science Fiction, 2019[7]
- Literaturstipendium der Landeshauptstadt München 2023[8]
- Förderpreis der internationalen Bodensee-Konferenz für Kulturschaffende 2023[9]
- Comicbuchpreis 2025[10]